# Benny Bailey

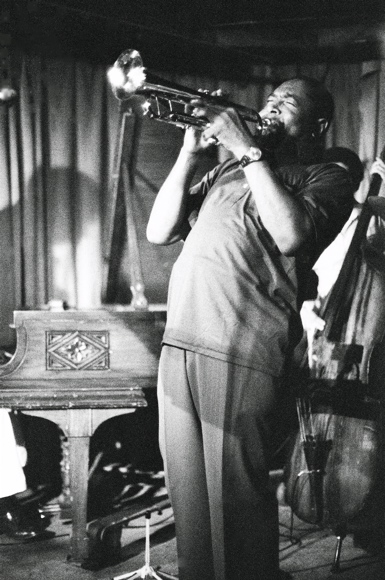
Benny Bailey im Village Vanguard, 1977

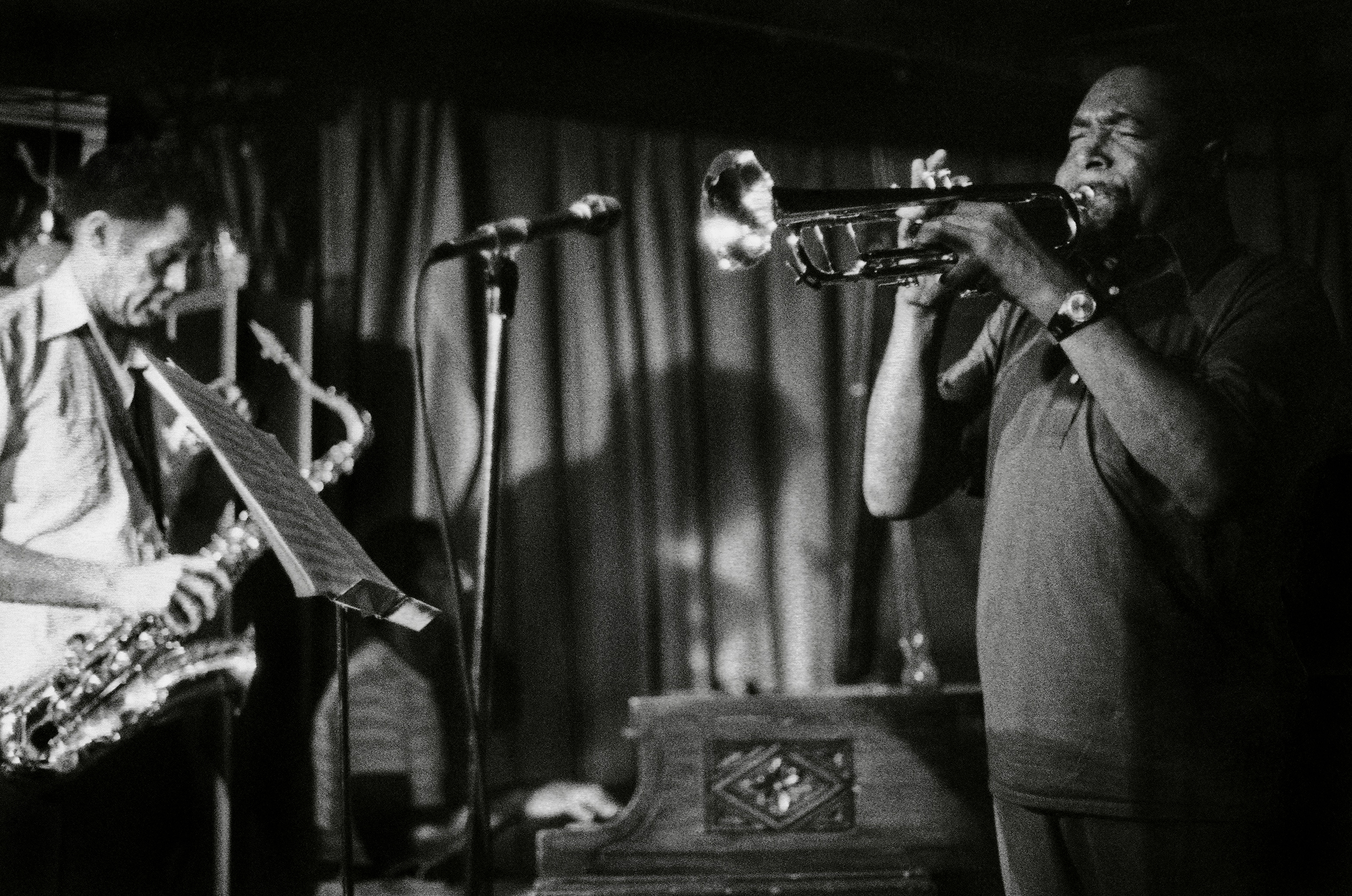
Dexter Gordon und Benny Bailey im Village Vanguard, 1977

Ernst Harold „Benny“ Bailey (* 13. August 1925 in Cleveland, Ohio; † 14. April 2005 in Amsterdam) war ein amerikanischer Jazztrompeter, Flügelhornist und Sänger.

## Leben und Wirken
Bailey studierte Musik in seiner Heimatstadt Cleveland am dortigen Konservatorium. Seine Karriere begann er bei Jay McShann, 1947 traf er Dizzy Gillespie und spielte in dessen Big Band. Ab 1948 arbeitete er im Orchester von Lionel Hampton. 1953 ließ er sich während einer Europatournee dieses Orchesters in Schweden nieder. Er spielte in vielen Big Bands unterschiedlicher Radiosender in ganz Europa und schloss sich 1959 der Quincy Jones Big Band an. Anschließend arbeitete er unter Werner Müller beim RIAS Tanzorchester in Berlin, aber auch unter eigenem Namen in kleineren Gruppen, beispielsweise mit Joe Haider und Kurt Bong. Von Anfang an gehörte er auch zu den Solisten der Kenny Clarke/Francy Boland Big Band. Mit Les McCann und Eddie Harris nahm er 1969 am Montreux Jazz Festival teil. 1972 ersetzte er im Orchester Kurt Edelhagen Shake Keane, von 1972 bis 1978 gehörte er The George Gruntz Concert Jazz Band an. Von 1977 bis 1979 wirkte er für zwei Jahre in der ORF-Big Band in Wien.
Ein Versuch, 1980 wieder in den USA zu arbeiten, scheiterte. Ab 1983 lebte er wiederum in Europa und arbeitete für diverse Rundfunkorchester, aber auch mit eigenen Gruppen sowie mit Phil Woods, Sarah Vaughan und Klaus Weiss, ferner mit der Paris Reunion Band. Zuletzt lebte er als freischaffender Musiker in Amsterdam.
Bailey wirkte unter anderem auch an Aufnahmen von Eric Dolphy, Phil Woods, Stan Getz, Count Basie, Peter Herbolzheimer, Miles Davis, Benny Golson, Jon Eardley, Phineas Newborn, Tony Coe (Canterbury Song, 1989) und Roman Schwaller mit.

## Würdigung
Benny Baileys Werdegang spiegelt Jazzgeschichte wider: Quincy Jones äußerte sich: „(...) phantastische Atemkontrolle, bemerkenswerter Tonumfang, perfekteste Technik, die ich auf der Trompete kenne.“ Seine vielgestaltige Phrasierung und die raschen Registerwechsel haben europäische Trompeter wie Bertil Löfgren stark beeinflusst.

## Diskographische Hinweise
- Big Brass (Candid, 1960) mit Julius Watkins, Phil Woods, Les Spann, Tommy Flanagan, Buddy Catlett, Art Taylor
- Swiss Movement (Rhino, 1969) mit Eddie Harris, Les McCann
- Grand Slam (Storyville, 1978) mit Charlie Rouse, Richard Wyands, Sam Jones, Billy Hart
- Live at Grabenhalle, St. Gallen (TCB, 1989) mit Peter Eigenmann, Carlo Schöb, Reggie Johnson, Peter Schmidlin
- While My Lady Sleeps (Gemini, 1990) mit Harald Gundhus, Emil Viklický,
- No Refill (TCB, 1992) mit Carlo Schöb, Peter Eigenmann, Jesper Lundgaard